# Multiplicatio
Multiplicatio – figura retoryczna polegająca na zwielokrotnieniu działania dysonansu przez jego powtarzanie lub przez powtarzanie dźwięku przejściowego.